# Jordi Llaonart
Jordi Llaonart (Barcelona, 1974) és un arabista i periodista català.
Es va llicenciar en Filologia Àrab, i va completar els seus estudis amb un màster en Món Àrab i Islàmic i un màster en Diplomàcia i Acció Exterior. Va continuar els seus estudis a la Universitat de Damasc (Síria), on va perfeccionar l'àrab. Ha viscut a diversos països del món àrab, com Dubai i Kuwait. Des d'allà ha explicat la segona invasió de l’Iraq (2003), ha cobert ha cobert processos electorals a diversos països de la regió i ha escrit sobre l'evolució dels talibans i d'Estat Islàmic per a diversos mitjans com Avui, El Temps o Vilaweb També ha treballat com a traductor, on va entrar en contacte amb el món de la diplomàcia als Emirats Àrabs Units i Kuwait.
El 2007 va publicar el llibre Per entendre l’Iraq i el 2024 ha publicat el llibre Viatge al cor de l’islam, que es va presentar a la Setmana del Llibre en català.

## Publicacions
- Per entendre l'Iraq (La Campana, 2007)
- Viatge al cor de l'Islam (Pagès Editors, 2024)